# Židovsko groblje u Splitu
Židovsko groblje u Splitu je najstarije židovsko groblje na teritoriju Republike Hrvatske, te jedno od najstarijih sačuvanih u svijetu.

## Opis
Nalazi se na adresi Nazorov prilaz 1, na istočnoj padini brda Marjana. Židovsko groblje na istočnoj padini Marjana, iznad Vidilice, osnovano je 1573. godine, o čemu svjedoči i kopija isprave iz 1662. godine koja se čuva u Židovskoj općini u Splitu, a u kojoj se kao datum prvih ukopa navodi 16. siječnja 1573. godine. Osnivanje groblja vezano je uz doseljenje sve većeg broja sefardskih obitelji iz Španjolske. Tu su pokopani i mnogi ugledni Splićani među kojima izdvajamo Vida Morpurga, jednog od istaknutih vođa hrvatskog narodnog preporoda u Splitu, izdavača i vlasnika najstarije splitske knjižare. Bilo je to prvo splitsko groblje podignuto izvan grada, i jedno od prvih ove vrste u Dalmaciji. Zadnji ukop obavljen je 1945. kada je groblje zatvoreno i zaštićeno kao spomenik. Na groblju je više od 700 grobova. Ispod groblja je marjanska vidilica.

## Zaštita
Zaštićeno je kulturno dobro.
Pod oznakom Z-5554 zavedeno je kao nepokretno kulturno dobro - pojedinačno, pravna statusa zaštićena kulturnog dobra, klasificiranog kao ostalo odnosno "sepulkralne (grobne) i pogrebne građevine".

## Vanjske poveznice i izvori
|  | Zajednički poslužitelj ima još gradiva o temi Židovsko groblje u Splitu |

- Jewish cemetery  Arhivirana inačica izvorne stranice od 5. svibnja 2014. (Wayback Machine) (Židovska općina Split, pristupljeno 5. svibnja 2014.) (engl.)